# Gare de Champagney
Gare de Champagney vasútállomás Franciaországban, Champagney településen.

## Vasútvonalak
Az állomást az alábbi vasútvonalak érintik:
- Párizs–Mulhouse-vasútvonal

## Kapcsolódó állomások
A vasútállomáshoz az alábbi állomások vannak a legközelebb:
- Gare de Ronchamp
- Gare de Bas-Évette